# Calais Street
Calais Street is een gehucht in het bestuurlijke gebied Babergh, in het Engelse graafschap Suffolk. Het maakt deel van de civil parish Boxford. Het gehucht telt drie monumentale panden, Corner Cottage, Fourways en Street Farmhouse 1 and 2.